# Charles Godefroy
Pour les articles homonymes, voir Godefroy.
 (octobre 2018).
Charles Godefroy, né le 29 décembre 1888 à La Flèche (Sarthe) et mort le 11 décembre 1958 à Soisy-sous-Montmorency, près de Paris, est un aviateur français, célèbre pour son vol spectaculaire sous l'arc de triomphe à Paris le 7 août 1919.

## Biographie

### Carrière militaire
En 1914, Charles Godefroy est mobilisé au 132e régiment d’infanterie où il reçoit la Croix de Guerre avec deux citations. Après un séjour à l’hôpital, il passe à l’aviation le 1er septembre 1917. Il complète sa formation sur un chasseur Nieuport à Miramas en novembre 1918. En raison de ses compétences de pilote, il devient rapidement instructeur de vol.

### Origine du vol
À l'occasion du défilé de la victoire sur les Champs-Élysées le 14 juillet 1919, marquant la fin des hostilités de la Première Guerre mondiale, le commandement militaire ordonne aux aviateurs de défiler à pied, à l'instar de l'infanterie. Pour les pilotes, qui se considèrent comme des « héros de l'air », il s'agit d'une provocation.
Lors d'une réunion au Fouquet's, sur les Champs-Élysées, un groupe d'aviateurs décide de venger l'affront en sélectionnant l'un d'entre eux pour passer sous l'Arc de Triomphe pendant la parade. Le choix se porte sur Jean Navarre, qui a douze victoires à son actif et est considéré comme un as des pilotes de chasse. Navarre se tue le 10 juillet lors d'un vol d'entraînement.
Avec 500 heures de vol, Charles Godefroy est considéré comme assez expérimenté pour relever le défi, qui excite fort le jeune aviateur. Avec son ami journaliste Jacques Mortane, il étudie plusieurs fois l'arc de triomphe pour y repérer les courants d'air et déterminer la voie aérienne. Puis il s'entraîne sous le pont sur le Petit-Rhône à Miramas (remarque : le Petit-Rhône ne passant pas à Miramas, il s'agit plus probablement du pont entre Arles et Fourques). Mortane se prépare à filmer l'événement pour la postérité. Le vol étant contraire à toutes les règles, les préparatifs se déroulent dans le plus grand secret. Le projet n'est pas mis en œuvre pendant le défilé.

### Le vol

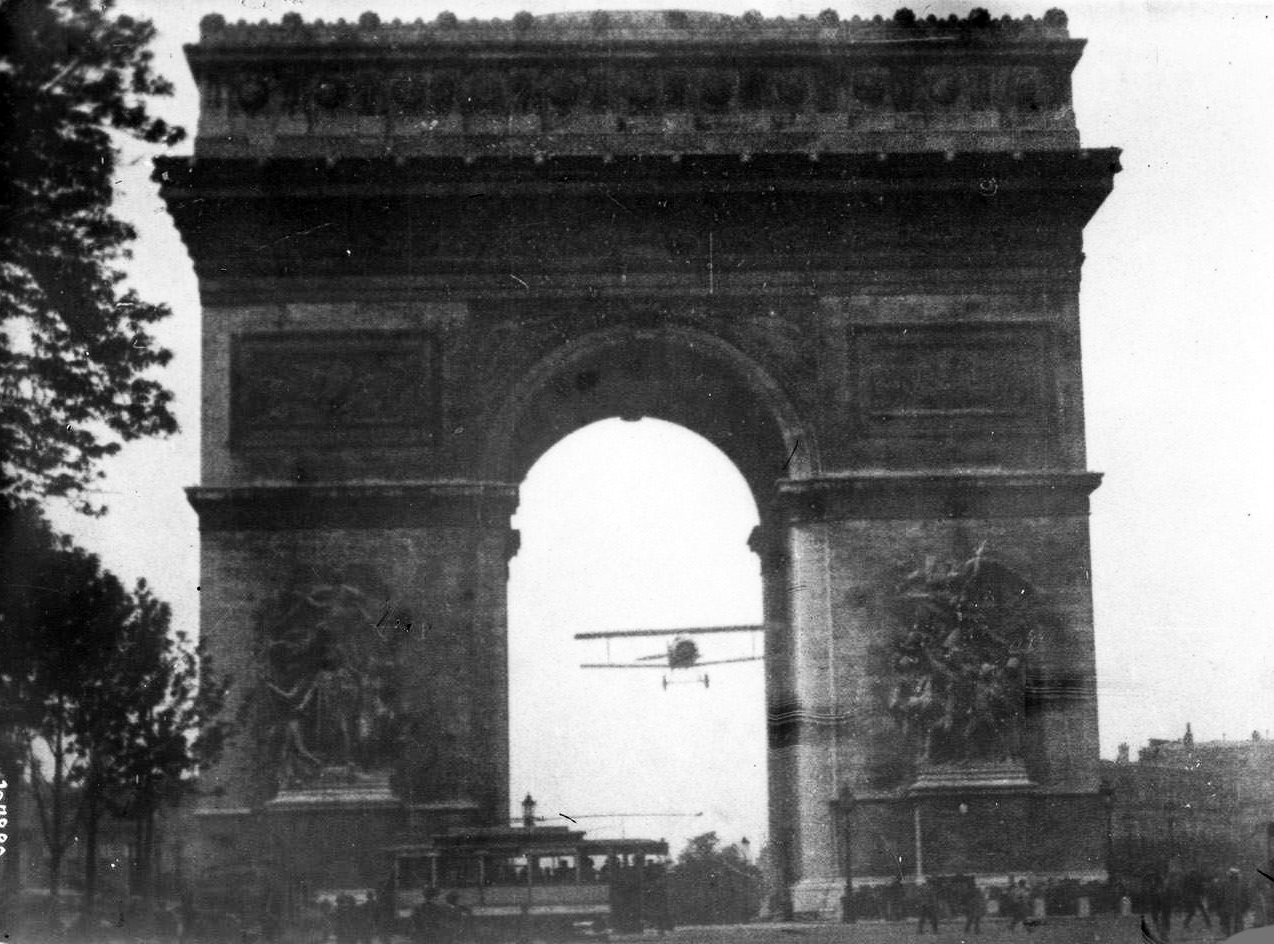
Le passage sous l'arc de triomphe photographié par Jacques Mortane.

Le 7 août 1919 à 7h20, trois semaines après le défilé de la victoire, en secret et vêtu de son uniforme d’adjudant-chef, Charles Godefroy décolle de l'aérodrome de Villacoublay dans un biplan Nieuport 27, un chasseur équipé d'un moteur Le Rhône de 120 ch. Il arrive à la porte Maillot peu de temps après. Venant de l'ouest, il contourne l'arc de triomphe à deux reprises et commence son approche par l'avenue de la Grande-Armée. Il prend de la vitesse et passe sous la voûte en biais et en descente. Il n'a pas beaucoup de marge, la voûte étant haute de 29,19 m. Il survole à basse altitude un tramway dans lequel les passagers se jettent au sol, et de nombreux passants s'enfuient effrayés. Godefroy survole la place de la Concorde avant de retourner à l'aérodrome, où son mécanicien vérifie l’avion. Personne à l'aérodrome n'a remarqué le vol, qui n’a duré qu’une demi-heure.
Des photographes et des cinéastes avertis par le journaliste Jacques Mortane sont présents. Selon Philippe Gras, une photographie aujourd'hui conservée au musée de l'Air et de l'Espace a été prise par Jacques Mortane lui-même. De nombreux articles ont été publiés dans des journaux. Le préfet de police Fernand Raux fait interdire la projection du film.
Godefroy reste officiellement en arrière-plan ; son nom ne peut pas être tenu secret bien longtemps. Les autorités désapprouvent l'événement car elles craignent qu'il soit reproduit. Godefroy s'en tire avec un simple avertissement. L’exploit en fait un héros local à La Flèche. La ville appose une plaque sur sa maison natale.

### La vie après
Il s'agit du dernier vol de Charles Godefroy. On ne sait s’il l'a fait pour l'amour de sa famille ou si les autorités militaires l'y ont contraint. Par la suite, il s’installe avec sa femme et sa fille à Soisy et se consacre à son commerce de vins à Aubervilliers. 
Son vol est oublié et ce n'est qu'à sa mort que son exploit est rappelé. L'Armée de l'air envoie une délégation à ses funérailles et la ville de Paris lui décerne une médaille d'honneur d'argent à titre posthume. La ville de Soisy donne son nom à une rue et érige une stèle commémorative. Une crèche de Soisy porte son nom.
Avec le vol sous l'arc de Triomphe, Charles Godefroy a inscrit son nom dans l'histoire de l'aviation. Pendant plus de 60 ans, il est le seul à avoir osé le passage spectaculaire sous l'arc, jusqu'à ce que, le 18 octobre 1981, un ancien pilote de chasse, Alain Marchand, le reproduise. En septembre 1991, un inconnu essaie de dépasser l’exploit en passant d'abord sous l’Arc de Triomphe, puis sous la tour Eiffel en avion Mudry Cap B-10.

### Sources
- Melville Wallace, La Vie d'un pilote de chasse en 1914-1918, Paris, 1978
- Les débuts de l'aviation : Charles Godefroy
- Exploits de l'Aviation
- Les Vieilles Tiges

### Articles de presse
- « Un aviateur passe en avion sous l'Arc de Triomphe », Le Matin, 8 août 1919, p. 1, col. 3-4.
- « Un avion passe sous l'Arc de Triomphe », L'Écho de Paris, 8 août 1919, p. 1, col. 3.
- « L'Acte insensé d'un aviateur », par Raoul Alexandre, L'Humanité, 8 août 1919, p. 1 col. 2.
- « Un avion, ce matin, est passé sous l'Arc de Triomphe », par Paul Cartoux, L'Intransigeant, 8 août 1919, p. 1, col. 6.
- « Aéronautique : l'inutile exploit du sergent Godefroy », Le Temps, 9 août 1919, édition de 5 h du matin, p. 3, col. 4-5.